# Diascia austromontana
Diascia austromontana är en flenörtsväxtart som beskrevs av K.E. Steiner. Diascia austromontana ingår i släktet tvillingsporrar, och familjen flenörtsväxter. Inga underarter finns listade i Catalogue of Life.